# Јелена Скерлић Ћоровић
Јелена Скерлић Ћоровић (Београд, 16. октобар 1887 — Београд, 16. фебруар 1960) била је српска наставница, преводилац и књижевна критичарка.

## Биографија
Рођена је 1887. године у Београду у занатској породици, од мајке Персиде и оца Милоша. Њен брат је био Јован Скерлић, књижевник и критичар, сестра Јованка Скерлић. Јеленина мајка Персида Скерлић (преминула 1893) била је предана деци и породици, имала велики утицај на њих и желела да јој се сва деца школују.
Јелена је завршила Вишу женску школу у Београду 1907. године. Након тога, дипломирала је 1907. године, као вандредни студент на Катедри за француски језик на Универзитету у Београду и почела да ради као наставница француског језика у приватној школи у Смедереву.
Током студирања, упознала је Владимира Ћоровића историчара, академика, професора и ректора Универзитета у Београду. Венчали су се 1910. године и имали две ћерке, Милицу и Мирјану.
Ћоровићи су често мењали место пребивалишта, живели су у Сарајеву (1910. — 1914, Јајцу и Бањалуци (1914–1917), Загребу (1917–1919), у Дубровнику и Мостару.
 Након мењања великог броја пребивалишта, 1919. године враћају се у Београд, где Владимир Ћоровић добија посао као професор на Филозофском факултету.
Док је њен супруг радио као професор на Филозофском факултету, Ћоровићева је радила као професорка гимназије, у периоду од 1920 — 1922. године. Свој стан преуредила је у салон, где се сваког уторка окупљала елита међуратног периода.

## Образовање и рад
Након завршетка Више женске школу у Београду и дипломирања на Универзитету у Београду, Ћоровићева је радила као наставница француског језика, бавила се превођењем са француског и енглеског на српски језик.
 Са француског језика, највише је преводила романе и приповетке, као и дела Жила Верна, Анатола Франса, Фјодора Достојевског и многих других. Преводе је објављивала у многим књижевним часописима и новинама као што су : Српски књижевни гласник, Народ, Мисли, Књижевни југ, Политика и многим другим. Као изврстан преводилац, обогатила је српску преводну књижевност многим делима.
Ћоровићева је пред крај живота радила и на мемоарским записима, где је оставила вредна сведочанства о њеном супругу Владимиру Ћоровићу, брату Јовану Скерлићу, Исидори Секулић, Десанки Максимовић, Браниславу Нушићу, Николи Пашићу и о многим другим знаменитим људима. На усавршавању француског језика, била је у више наврата у Паризу, а усавршавала се и у Лозани.
Преминула је 16. фебруара 1960. године у свом дому у Београду.

### Преводи
Током своје каријере преводилаца, Ћосовићева је превела велики број књижевних дела :
- Мечкари (1905)
- Мала Рока (1909)
- У породици (1910)
- Историја мојих књига. Нума Руместан (1912)
- Господин Паран (1912)
- Ограничавање поља и постанак својине (из „Острва Пингвина“) (1913)
- Заштитник (1914)
- Максиме и мисли (1914)
- Наше срце (1917)
- Себастијан Роч (1919)
- Из морнарског живота: приче (1920)
- Епикуров врт (1920)
- Живот Исусов (1921)
- Мршава мачка (1921)
- Будизам (1921)
- Дулчинеа. На маргиналијама Дон Кихота (1923)
- Одломци из дневника Г-ђе Клелије Епонине Дипон (1795-179...). На маргиналијама прокламације ђенерала Бонапарте (1923)
- Прва помисао. На маргиналији Зенд-Авесте (1923)
- Освета (1923)
- Приповетке, прва књига (1930)
- Рубаиати (1932)
- Новеле (1933)
- Наше срце. Пјер и Жан (1933)
- Последњи разговори са Анатолом Франсом (1992)

### Приче и чланци
- Једна персиска песма и једна босанска севдалинка (1938)
- Породична писма Ј. Скерлића (1964)
- О Скерлићевим родитељима: неке моје успомене из детињства и младости (1964)
- Сећање на Милована Глишића (1997)
- Богдан и Павле Поповић (1998)
- Књига једне жене војника (јануар 1928)

Године 2014, под издавачком кућом Академска књига изашла је монографија Живот међу људима, Јелене Скерлић Ћоровић